# Selen
Luce Caponegro, dite Selen, née le 12 décembre 1966 à Rome, est une actrice, réalisatrice et présentatrice de télé italienne, principalement connue pour son ancienne carrière d'actrice pornographique.
Elle a également sorti un single, Lady of the Night, en 1996.

## Biographie
Née Luce Caponegro à Rome le 12 décembre 1966, elle fréquente les cours de chant et de danse classique et moderne avant de débuter dans le cinéma pornographique en tant que professionnelle à partir de 1993. Elle met un terme à sa carrière en 1999. Depuis, elle fait du théâtre, de la publicité, de la télévision en tant qu'animatrice, travaillant également en radio, présentant une émission intitulé «Lezioni di sesso» («Leçons de sexe» en français), et tournant pour des films du cinéma dit “traditionnel” (comme Scarlet Diva).
En 2024 elle participe à la 18e saison de l'émission de survie L'isola dei famosi.

## Filmographie
- 2006 : Il giorno + bello : Pamela
- 2003 : B.B. e il cormorano : Gabriella
- 2003 : Desiderando Selen
- 2001 : Gli uomini preferiscono selen
- 2000 : Zora la vampira : Vampira
- 2000 : Scarlet Diva : Quelou
- 1999 : Colpi di pennello
- 1999 : Consigli per gli acquisti
- 1999 : Les contes immoraux de Mario Salieri
- 1998 : AAA Selen cercasi
- 1998 : Selen dans l'île des trésors : Joanna
- 1998 : In the Flesh : la femme  de chambre
- 1998 : Fièvres : Selen
- 1997 : Anima ribelle
- 1997 : Cindy : Cindy
- 1997 : Selen l'affaire de la jungle : Jenny Mallory
- 1997 : S.D.F.
- 1996 : S.D.F.
- 1996 : Concetta Licata 2 : Concetta Licata contre la mafia
- 1996 : Selen video magazine 3: Solo per i tuoi occhi
- 1996 : Selen video magazine 2: Una moglie in vendita
- 1996 : Selen video magazine: Violenza paterna
- 1996 : Tabatha and Her Friends
- 1995 : C.K.P.
- 1995 : Eros e Tanatos
- 1995 : La clinica della vergogna
- 1995 : Opera prima
- 1994 : Concetta Licata
- 1994 : Dracula
- 1994 : Parting Shots
- 1994 : Sceneggiata napoletana
- 1994 : Scuole superiori
- 1993 : Adolescenza perversa
- 1993 : Signore scandalose di provincia